# Orihuela del Tremedal
Orihuela del Tremedal ist ein Ort und eine Gemeinde (municipio) mit 458 Einwohnern (Stand: 2024) im Südwesten  der Provinz Teruel in der Autonomen Region Aragonien im östlichen Zentralspanien.

## Lage und Klima
Orihuela del Tremedal liegt im Süden des Iberischen Gebirges etwa 55 km (Fahrtstrecke) nordwestlich der Stadt Teruel in einer Höhe von ca. 1445 m am Río Gallo. Das Klima ist gemäßigt bis warm; Regen (ca. 703 mm/Jahr) fällt übers Jahr verteilt.

## Bevölkerungsentwicklung
| Jahr      | 1970 | 1981 | 1991 | 2001 | 2011 | 2021 |
| Einwohner | 882  | 738  | 627  | 604  | 568  | 455  |

Die Mechanisierung der Landwirtschaft sowie die Aufgabe bäuerlicher Kleinbetriebe und der daraus resultierende Verlust an Arbeitsplätzen haben in der zweiten Hälfte des 20. Jahrhunderts zu einem deutlichen Bevölkerungsrückgang (Landflucht) geführt.

## Sehenswürdigkeiten

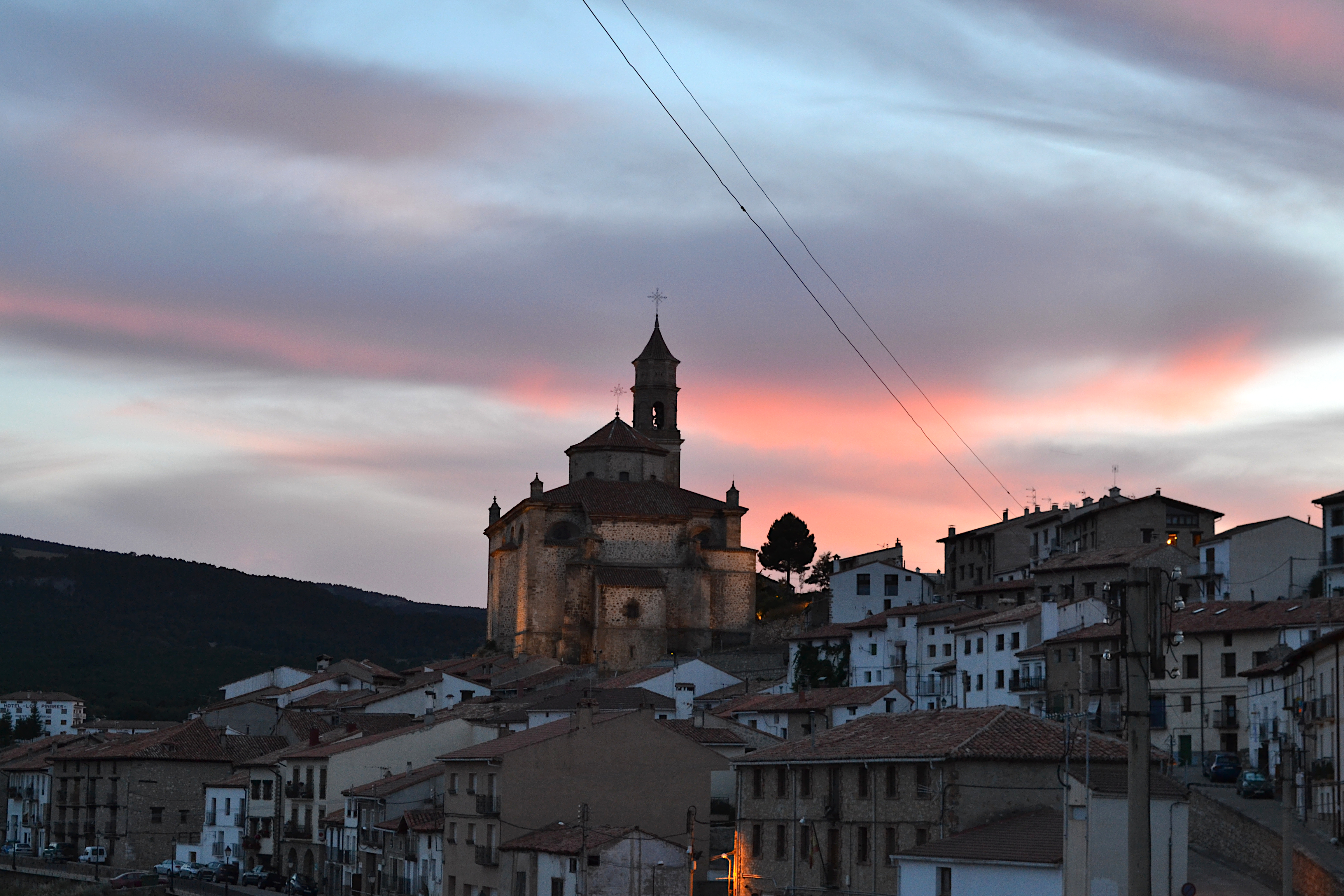
Milanuskirche
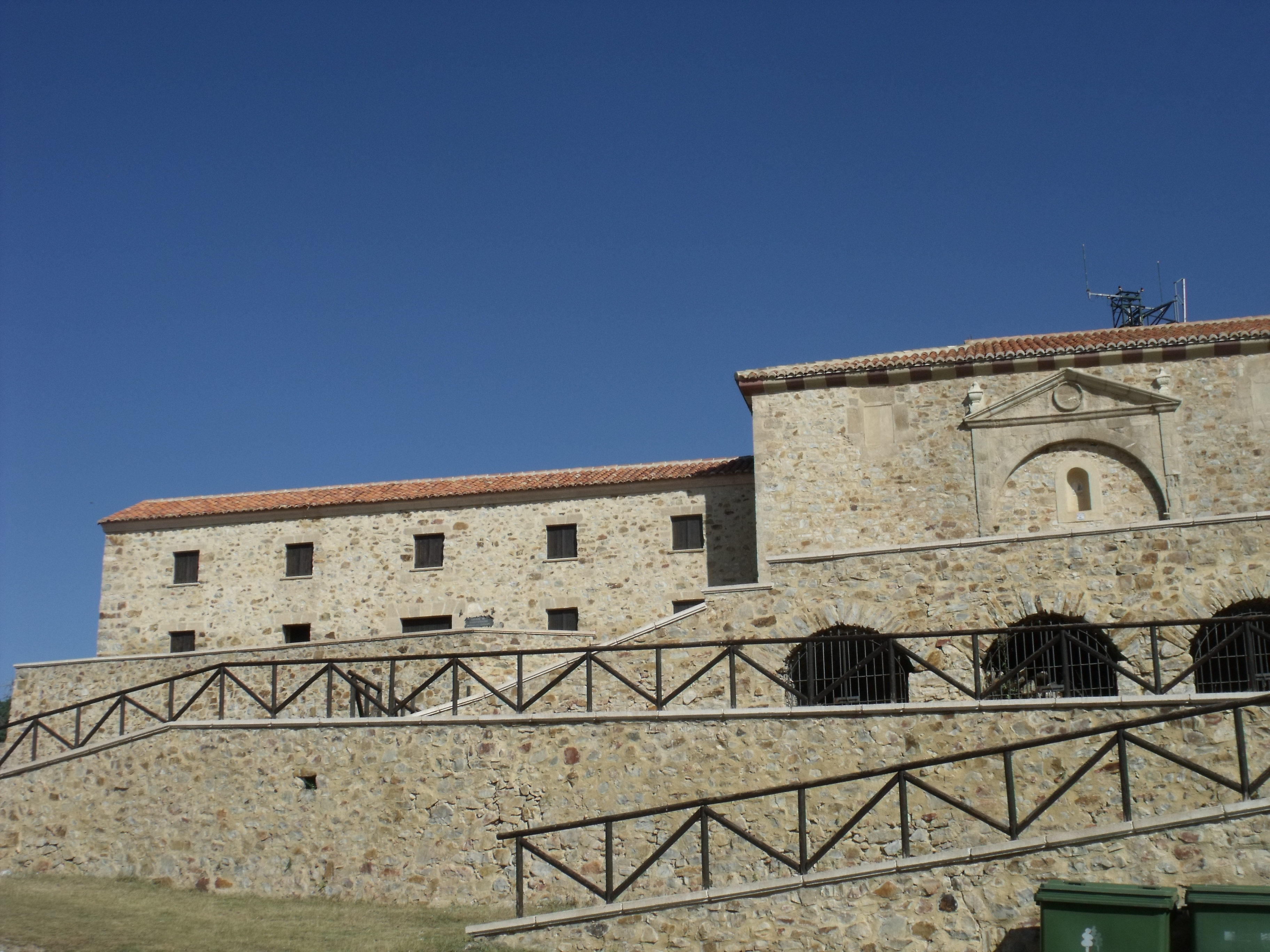
Marienkapelle
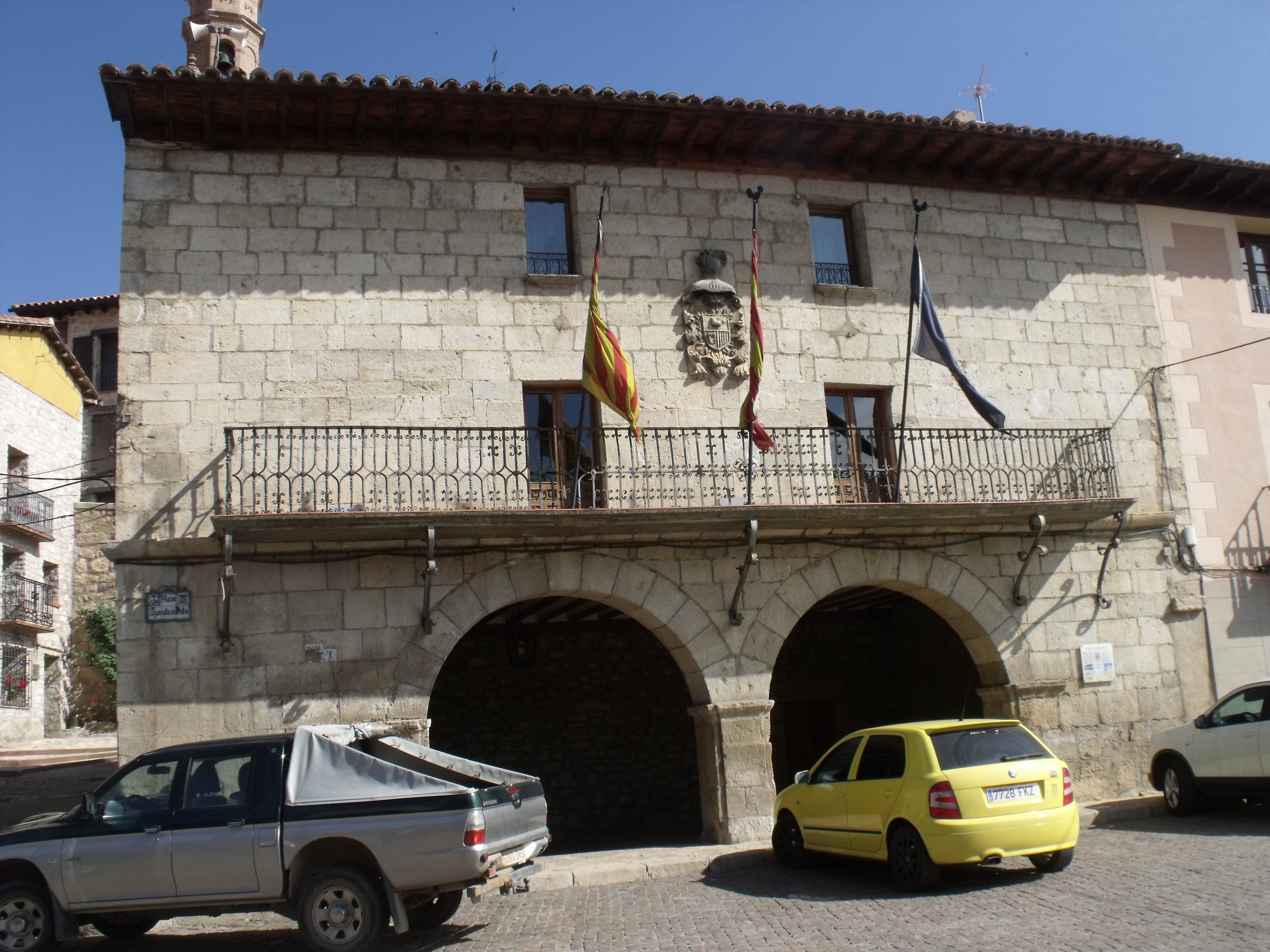
Rathaus

- Milanuskirche
- Marienkapelle
- Rathaus